# 445 av. J.-C.
Cette page concerne l'année 445 av. J.-C. du calendrier julien proleptique.

## Événements
- Printemps : « Ajax », tragédie de Sophocle, est représentée pour la première fois à Athènes (date probable)[1].
- 6 octobre : début à Rome du consulat de Marcus Genucius Augurinus et C. (Gaius ou Agripp.) Curtius Philo[2].
  - Par la Lex Canuleia, votée grâce au tribun Caius Canuleius, l'interdiction de mariage entre plébéiens et patriciens est supprimée à Rome[2].
  - Le tribun de la plèbe Canuleius demande le partage du consulat. Le patriciat refuse et, plutôt que de céder, préfère laisser disparaître momentanément la fonction. Le consulat est remplacé par le tribunat militaire à pouvoir consulaire[2], dont les titulaires en nombre variable (trois à huit) peuvent se recruter indifféremment dans les deux ordres (443 av. J.-C.) mais le premier tribun consulaire plébéien n’accédera à cette magistrature qu’en 404 av. J.-C..

- Octobre : reconstruction des murs de Jérusalem par les Juifs, selon le livre de Néhémie[3].
  - Néhémie, fils de Hakalyah, échanson d’Artaxerxès Ier, se fait envoyer comme gouverneur de Judée avec pleins pouvoirs pour reconstruire les murailles de Jérusalem. Avec l'aide du grand-prêtre Elyashib et malgré les menaces des gouverneurs de Samarie (Sanballât ou Sinuballit le Horonite), d’Ammon (Tobyah) et du roi arabe Géshem (ou Gashmou) qui contrôle Édom, Néhémie rebâtit la muraille en 52 jours. Il organise ensuite le repeuplement de la ville en demandant que dans les campagnes environnantes un homme sur dix soit désigné pour habiter la capitale[4]. Il fait accepter aux créanciers une remise générale des dettes (le prêt à intérêt élevé entraîne très vite la vente des personnes pour dette) et allège les impôts en renonçant à réclamer le « pain du gouverneur »[5].
  - Tension sociale entre les rapatriés de Babylonie, le petit peuple resté au pays et la population de Samarie, suspecte d’être d’origine mélangée.
  - L’araméen, langue officielle de l’administration perse dans les provinces de l’ouest, progresse dans la province de Judée, d’autant plus que l’administration est aux mains des rapatriés de Babylonie. La langue hébraïque continue d’être parlée par le petit peuple des villages. L’écriture paléo-hébraïque est probablement toujours utilisée pour la copie des textes anciens jusqu’en 398 av. J.-C. (mission d'Esdras)[6].

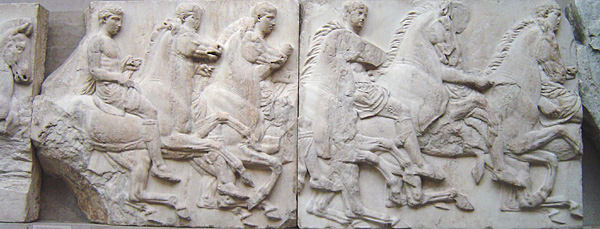
Frise des Panathénées, Parthénon, v. 445‑435 av. J.-C., British Museum

- En Chine, fondation du royaume de Wei à l'issue de la guerre civile qui a entrainé la partition de Jin en 453 av. J.-C.[7].

- Répression de la révolte en Eubée : Athènes, qui traite séparément avec chaque ville, confisque les biens des aristocrates. Les habitants d’Histiée, qui avaient massacré l’équipage d’un navire athénien, sont chassés de leur pays et leur territoire donné à des clérouques, ce qui permet à Athènes de contrôler le chenal nord de l’Eubée. Chalcis évite le même sort sous réserve expresse qu’elle obéisse au peuple athénien[8].

- Révision des listes civiques à Athènes (4 760 personnes en sont exclues lors d’une distribution de blé), témoignant d’un accroissement considérable du nombre de citoyens[9].

- Phidias commence à sculpter la frise des Panathénées, sur le Parthénon (fin en 438)[10].